# Sant Ramon de Masllorenç
Sant Ramon de Masllorenç és l'església parroquial de Masllorenç (Baix Penedès), dedicada a Sant Ramon de Penyafort i inclosa a l'Inventari del Patrimoni Arquitectònic de Catalunya.

## Descripció
És una església de planta de creu llatina. Damunt el creuer s'eleva el cimbori, vuitavat i cobert per una teulada a vuit vessants. La façana, situada als peus de l'església, és d'una gran simplicitat. L'únic element remarcable és la porta d'accés, d'arc de mig punt amb l'intradós format per dovelles de pedra disposades radialment i tallades per formar una obertura rectangular.
El campanar, situat als peus de l'església, presenta tres cossos vuitavats, més petit l'últim i amb el característic penell en forma d'àngel al damunt.
La construcció bàsica és de paredat, arrebossat i amb reforços de carreus.

## Història
L'edifici actual es va bastir damunt d'una capella anterior a finals del segle xviii. De l'edificació inicial se sap que es va construir en algun moment entre l'any 1582, quan el bisbe de Barcelona va concedir una llicència per a la construcció a Masllorenç d'una capella dedicada a la Mare de Déu del Roser, i l'any 1602, quan segons la documentació de l'arxiu parroquial va ser erigida la capella dedicada a Sant Ramon de Penyafort, que havia estat canonitzat un any abans.
La capella inicial va ser modificada i ampliada durant el segle xviii. El cimbori s'edificà l'any 1776 i el nou edifici va ser beneït pel rector de Puigtinyós l'any 1780. L'església va adquirir rang de parròquia, quedant escindida de la de Puigtinyós, el 30 de desembre de 1804. El 23 de juliol de 1813 va ser saquejada per les tropes franceses en retirada, que en van cremar l'arxiu. A mitjans de segle xix va ser reformada i el 1855 es construí el campanar i s'hi col·locà l'àngel que fa de penell.
Les imatges actuals de l'interior de l'església van ser adquirides a partir de 1939, ja que els primers dies de la Guerra Civil Espanyola tots els béns mobles de la parròquia havien estat destruïts. L'any 1975, amb la col·laboració de tot el poble, segons afirma una placa commemorativa que es troba a la façana, se'n restaurà la teulada, el cimbori, el campanar i l'àngel.